# America (песма групе Razorlight)
America је други сингл групе Razorlight са истоименог албума, следбеник песме "In the Morning". Ово је први сингл бенда који доспео до првог места британске листе синглова. Издат је 2. октобра 2006. године. Дана 30. септембра песма је била прва на листи највише преузиманих песама дана -а. Песма је дебитовала на 37. месту на Холандској листи најбољих 40 у октобру  2006, након извођења песме на Холандским TMF наградама, које су одржане 13. октобра 2006. Неколико недеља касније, песма је доживела врхунац са местом #9 у Холандији.

## Формати и спискови песама
- ЦД сингл

- 7" сингл

## Успеси на листама
| Листа (2006)                            | Највише место |
| --------------------------------------- | ------------- |
| Британска листа синглова                | 1             |
| Британска листа преузимања са интернета | 1             |
| Ирска листа синглова                    | 6             |
| Холандска Мега Топ 50                   | 7             |
| Холандска Топ 40                        | 9             |
|                                         | 40            |